# Medal za Długoletnią Służbę w Królewskich Siłach Powietrznych i Dobre Zachowanie
Medal za Długoletnią Służbę w Królewskich Siłach Powietrznych i Dobre Zachowanie (ang. Royal Air Force Long Service and Good Conduct Medal) – brytyjskie odznaczenie wojskowe ustanowione dla RAF w 1919 i przyznawane podoficerom za osiemnaście lat nienagannej służby (od 1977 – za piętnaście lat).
| Dawne wersje medalu |                   |                   |
| 1919-1936           | 1936-1952 (typ 1) | 1936-1952 (typ 2) |